# Kozák habrový

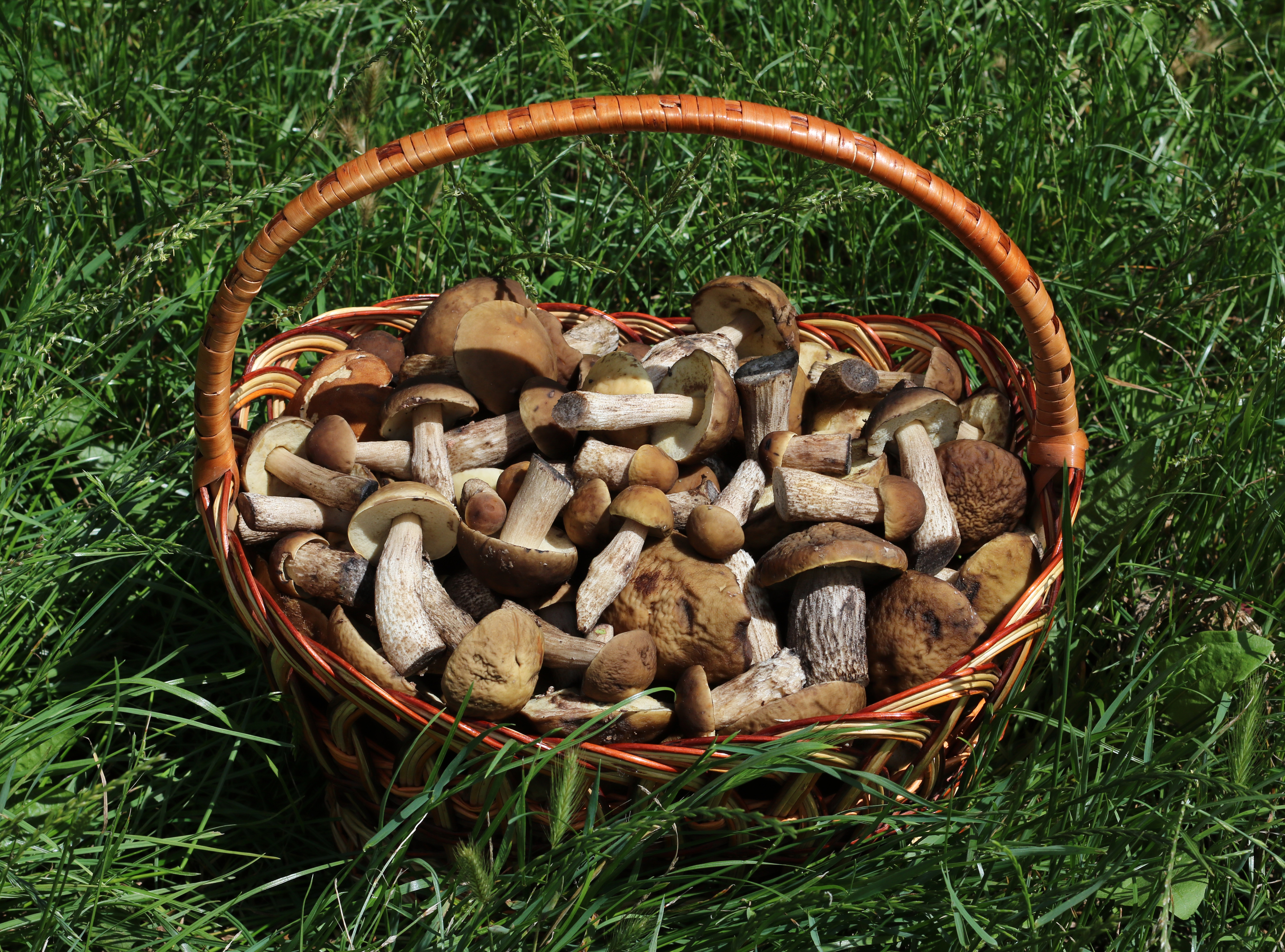
Kozák habrový

Kozák habrový (Leccinum carpini) je jedlá houba z čeledi hřibovitých.

## Synonyma
- Boletus carpini (Schulz in Mich.) Moser
- Leccinum griseum (Quél) Singer

## Popis
- Klobouk má v průměru 4 - 14 cm, žlutohnědý, šedohnědý až černohnědý, za sucha často až osmahle černý, obyčejně vrásčitě nerovný a za suchého počasí často políčkatě rozpukaný, suchý, neslizký.
- Rourky jsou bělavé pak žlutavě šedavá, posléze špinavě olivově žlutošedavé, otlačením šednoucí až černající.
- Třeň je 5 - 13cm dlouhý, ve spodní polovině často trochu břichatě naduřelý a v hořejší polovině často vrásčitý, bělavý a skoro černě tečkovaný, otlačením černající.
- Dužnina je bělavá až slabě nažloutlá, na řezu rychle růžovějící, pak šedofialová až černající.
- Vůni má příjemně houbovou, chuť mírnou a poměrně výraznou.
- Spóry 10-20 x 5-7 mikronů

## Výskyt
Roste převážně pod habry, řidčeji i pod jinými listnatými keři a stromy. Většinou koncem června a v červenci, zřídkakdy později. Vyskytuje se v celém mírném pásu severní polokoule.

## Použití
Kozák habrový je výtečná jedlá houba, má však tu estetickou nevýhodu, že na řezu brzy černá. Ke sběru nejlepší mladé houby ve stadiu než se barva klobouku začíná barvit do tmava. I když při přípravě jídla dužnina zčerná, chuťově nedozná žádnou újmu.

## Možnost záměny
Nedá se zaměnit za jedovaté houby. Mezi kozáky je několik značně si podobných druhů, které se liší jednak vázaností na určitou dřevinu, jednak změnou barvy dužniny na řezu. Nejbližší podobnost má s pod břízami rostoucím kozákem březovým.